# جيم تايلور (سياسي)
جيم تايلور (بالإنجليزية: Jim Taylor)‏ هو سياسي أسترالي، ولد في 20 مارس 1920، وتوفي في 23 سبتمبر 2005. انتخب عضو الجمعية التشريعية نيو ساوث ويلز.